# Trường Đại học Kiến trúc Đà Nẵng
Trường Đại học Kiến trúc Đà Nẵng (Danang Architecture University) là một trường đại học tư thục đào tạo đa ngành theo định hướng ứng dụng nằm trong hệ thống giáo dục đại học của Nước CHXHCN Việt Nam.

## Các ngành nghề đào tạo
Hiện nay, Trường đang đào tạo các ngành nghề có TRÌNH ĐỘ ĐẠI HỌC - HỆ CHÍNH QUY như sau:
1. Kiến trúc (Chuẩn nghề nghiệp kiến trúc sư của Hoa Kỳ) - mã ngành: 758010
2. Quy hoạch đô thị và nông thôn - mã ngành: 7580105;
3. Thiết kế Nội thất - mã ngành: 7580108;
4. Thiết kế Đồ hoạ - mã ngành: 7210403;
5. Kỹ thuật xây dựng (Xây dựng dân dụng) - mã ngành: 7580201;
6. Quản lý xây dựng (Quản lý dự án) - mã ngành: 7580302;
7. Kỹ thuật Xây dựng Công trình Giao thông (Xây dựng cầu đường) - mã ngành: 7580205;
8. Kỹ thuật Cơ sở Hạ tầng - mã ngành: 7580210;
9. Quản trị kinh doanh - mã ngành: 7340101;
10. Tài chính-Ngân hàng - mã ngành: 7340201;
11. Kế toán - mã ngành: 7340301;
12. Logistics và Quản lý chuỗi cung ứng - mã ngành: 7510605
13. Ngôn ngữ Anh - mã ngành: 7220201;
14. Ngôn ngữ Trung Quốc - mã ngành: 7220204;
15. Công nghệ thông tin - mã ngành: 7480201;
16. Công nghệ kỹ thuật Điện, điện tử - mã ngành: 7510301;
17. Quản trị Dịch vụ du lịch và Lữ hành - mã ngành: 7810103;
18. Quản trị khách sạn - mã ngành: 7810201.

## Ban Giám hiệu

### Hiệu trưởng
- TS. KTS. Phạm Anh Tuấn.

### Các Phó hiệu trưởng
- TS. Lê Công Toàn;
- KS. Nguyễn Thị Oanh;
- KTS. Nishizaki Tatsuya (quốc tịch Nhật Bản).

## Hội đồng trường

### Chủ tịch Hội đồng trường
- KTS. Phạm Sỹ Chức

### Các thành viên
- TS. KTS. Phạm Anh Tuấn (Hiệu trưởng);
- KS. Nguyễn Thị Oanh (Phó hiệu trưởng);
- TS. Lê Công Toàn (Bí thư Đảng uỷ);
- GS. TS. Nguyễn Tấn Quý (Nguyên Hiệu trưởng);
- GS. TS. Trương Tùng;
- PGS. TS. Châu Ngọc Điền;
- ThS. KTS. Phạm Anh Tú;
- ThS. Cao Xuân Tịnh (Chủ tịch Công đoàn);
- KS. Nguyễn Văn Tiến (Giám đốc Công ty TNHH MTV TMDV&TV Bảo Việt - Đơn vị sử dụng lao động);
- KTS. Nguyễn Minh Đàm (Cựu sinh viên).

## Hiệu trưởng qua các thời kỳ
- 2006-2009: GS. TSKH. Phan Kỳ Phùng (Nguyên Giám đốc Đại học Đà Nẵng; nguyên Hiệu trưởng trường Đại học Bách khoa Đà Nẵng);
- 2009-2018: GS. TS. Nguyễn Tấn Quý (Nguyên Phó hiệu trưởng Đại học Xây dựng; nguyên Hiệu trưởng Đại học Dân lập Duy Tân);
- Từ 2018: TS. KTS. Phạm Anh Tuấn.

## Các khoa đào tạo
1. Khoa Kiến trúc:
- Kiến trúc (Chuẩn nghề nghiệp kiến trúc sư của Hoa Kỳ) - mã ngành: 7580101;
- Quy hoạch đô thị và nông thôn - mã ngành: 7580105;
- Thiết kế Nội thất - mã ngành: 7580108;
- Thiết kế Đồ hoạ - mã ngành: 7210403.

2. Khoa Xây dựng:
- Kỹ thuật xây dựng (Xây dựng dân dụng và công nghiệp) - mã ngành: 7580201;
- Quản lý xây dựng (Quản lý dự án) - mã ngành: 7580302.

3. Khoa Cầu đường:
- Kỹ thuật Xây dựng Công trình Giao thông (Xây dựng cầu đường) - mã ngành: 7580205;
- Kỹ thuật Cơ sở Hạ tầng - mã ngành: 7580210.

4. Khoa Kinh tế:
- Quản trị kinh doanh - mã ngành: 7340101;
- Tài chính - Ngân hàng - mã ngành: 7340201;
- Kế toán - mã ngành: 7340301;
- Logistics và Quản lý chuỗi cung ứng - mã ngành: 7510605.

5. Ngoại ngữ:
- Ngôn ngữ Anh - mã ngành: 7220201;
- Ngôn ngữ Trung Quốc - mã ngành: 7220204.

6. Khoa Công nghệ thông tin:
- Công nghệ thông tin - mã ngành: 7480201.

7. Khoa Điện:
- Công nghệ kỹ thuật Điện, điện tử - mã ngành: 7510301.

8. Khoa Du lịch:
- Quản trị Dịch vụ du lịch và Lữ hành - mã ngành: 7810103;
- Quản trị khách sạn - mã ngành: 7810201.

## Thông tin về sinh viên có việc làm sau khi tốt nghiệp
Theo thống kê năm 2018 về tỷ lệ sinh viên tốt nghiệp Trường Đại học Kiến trúc Đà Nẵng có việc làm sau khi tốt nghiệp, có 92,93% cựu sinh viên của trường có việc làm đúng ngành sau 6 tháng tốt nghiệp. Đây là tỷ lệ sinh viên có việc làm cao so với mặt bằng chung của cả nước.
Trường đã và đang tăng cường xúc tiến các mối quan hệ với các doanh nghiệp Nhật Bản để tạo cơ hội việc làm tại nước ngoài cho sinh viên của trường. Hiện nay, có rất nhiều công ty Nhật Bản đến làm việc và đặt vấn đề tuyển dụng sinh viên của trường để sang Nhật Bản làm việc lâu dài. Việc tuyển dụng này là trực tiếp, không thông qua bất kỳ công ty môi giới việc làm nào và sinh viên của trường được bồi dưỡng MIỄN PHÍ kiến thức chuyên môn và tiếng Nhật trước khi sang Nhật Bản làm việc.
Các ngành nghề sẽ có số lượng tuyển dụng lớn bởi các công ty Nhật Bản trong thời gian tới là: Kỹ thuật Xây dựng Công trình Giao thông (Xây dựng cầu đường), Kỹ thuật Cơ sở Hạ tầng, Quản lý xây dựng (Quản lý dự án), Kỹ thuật xây dựng (Xây dựng dân dụng và công nghiệp), Công nghệ thông tin, Kỹ thuật Điện, điện tử, Thiết kế Đồ họa và Thiết kế Nội thất.
Năm 2018, có 65 sinh viên của trường được các công ty của Nhật Bản là đối tác của trường tuyển dụng và đưa sang Nhật Bản làm việc. Số sinh viên đang học tại trường được các công ty Nhật Bản đào tạo thêm về kỹ năng làm việc và tiếng Nhật trước khi sang Nhật Bản làm việc là hơn 100 sinh viên.